# Доктор Стрејнџлав
Доктор Стрејнџлав или: Како сам научио да не бринем и заволео бомбу (енгл. Dr. Strangelove or: How I Learned to Stop Worrying and Love the Bomb) америчка је црна комедија у режији Стенлија Кјубрика. Сценарио се заснива на мотивима романа Црвена узбуна. Филм сатиризује период Хладног рата и прати америчког генерала који жели да употреби нуклеарно оружје против Совјетског Савеза, док група високих званичника покушава да га заустави из конференцијске сале. У главним улогама су Питер Селерс, Џорџ Си Скот, Стерлинг Хејден и Слим Пикенс. Продукција филма је рађена у Уједињеном Краљевству.
Овај филм се сматра једном од најбољих комедија, као и једним од најбољих филмова икада снимљених. 1998. године, Амерички филмски институт га је сместио на 26. место на листи најбољих америчких филмова (у издању ове листе из 2007, филм је померен на 39. место), а 2000. године, смештен је на треће место најсмешнијих америчких филмова. Конгресна библиотека је 1989. године изабрала филм за Национални регистар филмова, као „културно, историјски и естетски значајан”.

## Радња
Бригадни генерал Америчког ратног ваздухопловства, Џек Д. Рипер, је командант ваздухопловне базе Барпелсон, у којој се налази 843. бомбашко крило Стратешке ваздухопловне команде (САЦ), које укључује бомбардере Б-52 наоружане хидрогенским бомбама. 843. крило тренутно лети у ваздушној узбуни, два сата од својих циљева унутар Совјетског Савеза.
Генерал Рипер наређује свом извршном официру, капетану групе, Лајонелу Мандраку, из Краљевског ратног ваздухопловства Велике Британије, да упозори базу и изда „Крилни напад, План Р” патролним ваздухопловима, од којих једним заповеда мајор Т. Џ. „Кинг” Конг. Сви авиони започињу ваздушни напад на СССР и намештају своје радио станице тако да омогућују комуникацију само путем својих дискриминатора ЦРМ 114, који су дизајнирани тако да прихватају само комуникацију којом је претходио тајни трословни код, познат само генералу Риперу. Мандрак открива да Пентагон није издао ратно наређење и покушава да спречи Рипера који их обојицу закључава у својој канцеларији. Рипер говори Мандраку да верује да Совјети користе флуоридизацију америчких залиха воде, како би загадили „драгоцене телесне течности” Американаца. Мандрак схвата да је Рипер полудео.
У ратној соби у Пентагону, генерал Бак Тургидсон обавештава председника Меркина Мафлија и остале официре о томе како План Р омогућава вишем официру да покрене напад на Совјете ако су сви надређени убијени у првом удару на Сједињене Државе. Тургидсон извештава да његови људи испробавају све могуће трословне ЦРМ шифре како би издали наредбу о одступању, али то би могло да потраје два дана, док би авиони требало да стигну до својих циљева за неколико сати. Мафли наређује америчкој војсци да нападне базу и ухапси генерала Рипера. Тургидсон тада покушава да убеди Мафлија да пусти да се напад настави, али Мафли одбија да буде странка у првом нуклеарном нападу. Уместо тога, он доводи совјетског амбасадора Алексеја де Садеског у Ратну собу како би телефонирао са совјетским премијером, Димитријем Кисовим. Мафли упозорава премијера на предстојећи напад и нуди откривање положаја бомбардера и мета, како би Совјети могли да се заштите.
После жестоке расправе на руском језику са премијером, амбасадор обавештава председника Мафлија да је Совјетски Савез створио машину судњег дана, која се састоји од многих закопаних бомби обложених „кобалт-торијумом Г” повезаним са рачунарском мрежом која би их аутоматски детонирала, ако би било који нуклеарни напад погодио ову државу. У року од два месеца након детонације, кобалт-торијум Г би прекрио планету радиоактивним „покровом судњег дана”, бришући сав људски и животињски живот и чинећи површину Земље ненасељивом. Уређај се не може деактивирати, јер је програмиран да експлодира ако би се направио неки такав покушај. Када је председников научни саветник у инвалидским колицима, бивши нациста др Стрејнџлав, истакао да би таква машина судњег дана била само ефикасна застрашујућа сила ако би сви знали за њу, де Садески је одговорио да је совјетски премијер планирао да открије њено постојање свету следеће недеље.
У међувремену, трупе америчке војске стижу у Барпелсон, а генерал Рипер пуца и убија се. Мандрак идентификује Риперов ЦРМ код из његовог подсетника на столу („ОПЕ”, варијанта од Мир на Земљи и Чистоћа суштине) и тај код преноси Пентагону. Користећи код за опозив, САЦ успешно опозива све бомбардере, осим оног чија је радио опрема уништена. Совјети покушавају да га пронађу, али његов заповедник, мајор Конг, својим смањењем горива променио је курс ка ближем, резервном циљу. Како се авион приближава новом циљу, посада не може да отвори оштећена врата лежишта бомбе. Конг улази у простор за бомбу и поправља покварено електрично ожичење док седи на хидрогенској бомби, након чега се врата отварају и бомба је бачена. Док Конг седи на њој, бомба пада и детонира се изнад совјетског ракетног положаја.
Назад у ратној соби, др Стрејнџлав препоручује председнику да окупи неколико стотина хиљада људи који би живели у дубоким подземним рудницима до којих радијација неће продирати. Предлаже однос 10 жена према једном мушкарцу, за програм узгоја људи који ће поново насељавати Земљу након што зрачење утихне. Тургидсон, забринут да ће Совјети учинити исто, упозорава на „разлику у броју рудника”, док Алексеј тајно фотографише ратну собу. Др Стрејнџлав изјављује да има план, али онда устаје из својих инвалидских колица и говори: „Мој фиреру, могу да ходам!”, док се активира машина судњег дана. Филм се завршава монтажом многих нуклеарних експлозија, праћена верзијом песме из Другог светског рата, We'll Meet Again, коју пева Вера Лин.

## Улоге
| Глумац          | Улога                                                                    |
| --------------- | ------------------------------------------------------------------------ |
| Питер Селерс    | капетан групе Лајонел Мандрејк / председник Меркин Мафли / др Стрејнџлав |
| Џорџ Си Скот    | генерал Бак Турџидсон                                                    |
| Стерлинг Хејден | бригадни генерал Џек Д. Рипер                                            |
| Кинан Вин       | пуковник Бат Гуано                                                       |
| Слим Пикенс     | мајор Т. Џ. „Кинг” Конг                                                  |
| Питер Бул       | Алексеј де Садески                                                       |
| Џејмс Ерл Џоунс | поручник Лотар Зог                                                       |
| Трејси Рид      | госпођица Скот                                                           |
| Шејн Ример      | капетан Ејс Овенс                                                        |

## Награде
| Награда                                 | Категорија                               | Добитник                                 | Резултат   |
| --------------------------------------- | ---------------------------------------- | ---------------------------------------- | ---------- |
| Оскар                                   | Оскар за најбољи филм                    | Стенли Кјубрик                           | Номинација |
| Оскар                                   | Оскар за најбољег режисера               | Стенли Кјубрик                           | Номинација |
| Оскар                                   | Оскар за најбољи адаптирани сценарио     | Стенли Кјубрик, Питер Џорџ, Тери Саутерн | Номинација |
| Оскар                                   | Оскар за најбољег главног глумца         | Питер Селерс                             | Номинација |
| БАФТА                                   | БАФТА за најбољи филм                    |                                          | Освојено   |
| БАФТА                                   | БАФТА за најбољи британски филм          |                                          | Освојено   |
| БАФТА                                   | БАФТА за најбољи британски сценарио      | Стенли Кјубрик, Питер Џорџ, Тери Саутерн | Номинација |
| БАФТА                                   | БАФТА за најбољег глумца у главној улози | Питер Селерс                             | Номинација |
| БАФТА                                   | БАФТА за најбољег глумца у главној улози | Стерлинг Хајден                          | Номинација |
| БАФТА                                   | БАФТА за најбољу сценографију            | Кен Адам                                 | Освојено   |
| УН награда                              | Главна награда                           |                                          | Освојено   |
| Хуго награда                            | Најбоља драмска презентација             |                                          | Освојено   |
| Белијска асоцијација филмских критичара | Гранд при                                |                                          | Освојено   |

Др Стрејнџлав се нашао на 32. месту на списку 50 најбољих филмова на ТВ-у (и видеу) портала ТВ Водич.